# Мокроусовский
Мокроусовский — посёлок в Топкинском районе Кемеровской области. Входит в состав Юрьевского сельского поселения.

## География
Центральная часть населённого пункта расположена на высоте 234 метров над уровнем моря.

## Население
По данным Всероссийской переписи населения 2010 года, в посёлке Мокроусовский проживает 344 человека (146 мужчин, 198 женщин).